# Fritz Beermann
Fritz Beermann (geboren 10. November 1856 in Schweringen; gestorben 30. Juli 1928 in Köln) war ein deutscher Bauingenieur und Eisenbahn-Baubeamter.

## Herkunft und beruflicher Werdegang
Fritz Beermann entstammte einer seit 1828 in Schweringen belegten jüdischen Familie. Er besuchte die Oberrealschule in Hannover, von der er mit dem Zeugnis der Reife abging. Sein Vater war bereits verstorben, als er sich 1875, nach vorangehendem Bau-Eleven-Jahr, an der Polytechnischen Schule Hannover zum Studium des Bauingenieurwesens, Schwerpunkt Eisenbahnbau, einschrieb. Den Hochschulbesuch beendete er mit dem Studienjahr 1878/79. Sein Vormund lebte zu dieser Zeit in Neustadt am Rübenberge. Im Mai 1880 legte Beermann vor der Technischen Prüfungs-Kommission die Bauführer-Prüfung (1. Staatsexamen) für das Bauingenieurfach ab. Nach mehrjähriger praktischer Arbeit legte er im Mai 1885 das 2. Staatsexamen ab, worauf er zum Regierungsbaumeister (Assessor in der öffentlichen Bauverwaltung) ernannt wurde.
Während der Folgejahre wurde Beermann unter anderem im Bereich der Königlichen Eisenbahndirektion Elberfeld beim Betriebsamt Hagen eingesetzt, um dort den Eisenbahn-Bauinspektor Gustav Heinrich Glasewald (1844–1903) bei der Ausführung der Hochbauten entlang der Neubaustrecke von Brügge (Westf.) nach Dieringhausen (1888–1893) zu unterstützen. Glasewalds letzte Entwurfsarbeiten vor seiner Versetzung nach Danzig im September 1893 betrafen Hochbauten im Bereich der Eisenbahndirektion Kassel, wohin Beermann selbst augenscheinlich in der Folge überwiesen wurde. Dort wurde 1896 auch sein einziges Kind geboren. Im Juni 1897 war Fritz Beermann in Kupferdreh tätig, als er seine Ernennung zum Eisenbahn-Bau- und Betriebsinspektor erhielt. Im April 1899 folgte seine Versetzung nach Dortmund zur Leitung des dortigen Bahnhofsumbaus. Vier Jahre darauf übernahm er als Vorstand die Eisenbahn-Betriebsinspektion Lennep. Die Eisenbahndirektion Köln forderte zu dieser Zeit zahlreich qualifiziertes Personal für den umfänglichen Ausbau der Kölner Eisenbahnanlagen an. Der Ausbau des Eisenbahnringes mit dem Ersatz der alten Dombrücke durch die Hohenzollernbrücke und dem Neuau der Südbrücke erforderte viele Fachleute. Hieraus resultierte auch Beermanns Versetzung nach Köln als Mitglied der Eisenbahndirektion. Zwei Monate nach diesem Wechsel folgte seine Ernennung zum Regierungs- und Baurat.
Hinsichtlich der Aufgabenverteilung im Speziellen bei Entwurf und Ausführung der beiden Kölner Brückenprojekte gibt es variierende Darstellungen. Während Beermann auch aufgrund seiner eigenen Publikation Die Rheinbrücken bei Cöln die fortwährende Leitung zugeschrieben wird, schrieb der Verfasser eines Nachrufs auf Friedrich Dircksen: „Im November 1905 wurde er nach Köln berufen um hier die Entwurfsbearbeitungen und den Bau der großen neuen Brückenanlagen zu übernehmen. Leider ist es ihm nicht vergönnt gewesen, das große Werk zu Ende zu führen.“ Des Weiteren geht aus einem Nachruf auf den späteren ordentlichen Professor für Eisenbahnwesen an der Technischen Hochschule Aachen, Gustav Schimpff, hervor: „Von 1907 bis 1909 war ihm die Leitung des Baues der Hohenzollernbrücke in Köln anvertraut.“
Nach dem Dienstrang innerhalb der Eisenbahndirektion Köln war Beermann der Vorgesetzte von Dircksen und Schimpff, woraus sich seine fachliche Oberaufsicht ergibt. In dieser Funktion führte Beermann auch einen engen Gedankenaustausch mit dem aus Köln gebürtigen Architekten Franz Heinrich Schwechten, der mit den Entwürfen für die steinernen Bauteile (Brückenpfeiler und Türme) beauftragt worden war. Neben zahlreichen anderen am Bau beteiligten wurde auch Fritz Beermann mit der Einweihung der Hohenzollernbrücke im Mai 1911 von höchster Stelle geehrt, und mit dem Roten Adlerorden IV. Klasse ausgezeichnet. Als weitere Auszeichnung verlieh ihm der König im Mai 1915 den Charakter als Geheimer Baurat.
Mit Erreichen der Altersgrenze wurde Beermann zum 1. April 1923 als Ober-Regierungs- und Baurat bei der Reichsbahndirektion Köln in den Ruhestand versetzt.

## Familie
Fritz Beermann verlebte seine letzten fünf Lebensjahre gemeinsam mit seiner Frau Elise Rosalie Beermann, geborene Hirsch (geboren 22. Januar 1870 in Kassel; gestorben 25. Februar 1943 in Theresienstadt) in Köln. Seine Witwe wurde mit dem Transport vom 15./16. Juni 1942 nach Theresienstadt deportiert und starb dort. Die einzige Tochter, die Pianistin Carola Henriette Ottilie Beermann (geboren 5. Oktober 1896 in Kassel; gestorben 10. Mai 1942 in Kulmhof) war bereits am 21. Oktober 1941 zunächst nach Litzmannstadt deportiert worden, sie fand den Tod in dem Vernichtungslager Kulmhof.

## Werk

### Bauten und Entwürfe
- 1891–1892: Empfangsgebäude und Güterschuppen des Bahnhofs in Meinerzhagen (Ausführung nach einem Entwurf des Eisenbahn-Bauinspektors Gustav Heinrich Glasewald;[18] 1987 abgerissen[19])
- 1899–1903: Umbau des Hauptbahnhofs Dortmund
- 1905–1910: Südbrücke in Köln
- 1907–1911: Hohenzollernbrücke in Köln
- 1909–1915: Innerer Umbau sowie Erweiterung des Hauptbahnhofs Köln

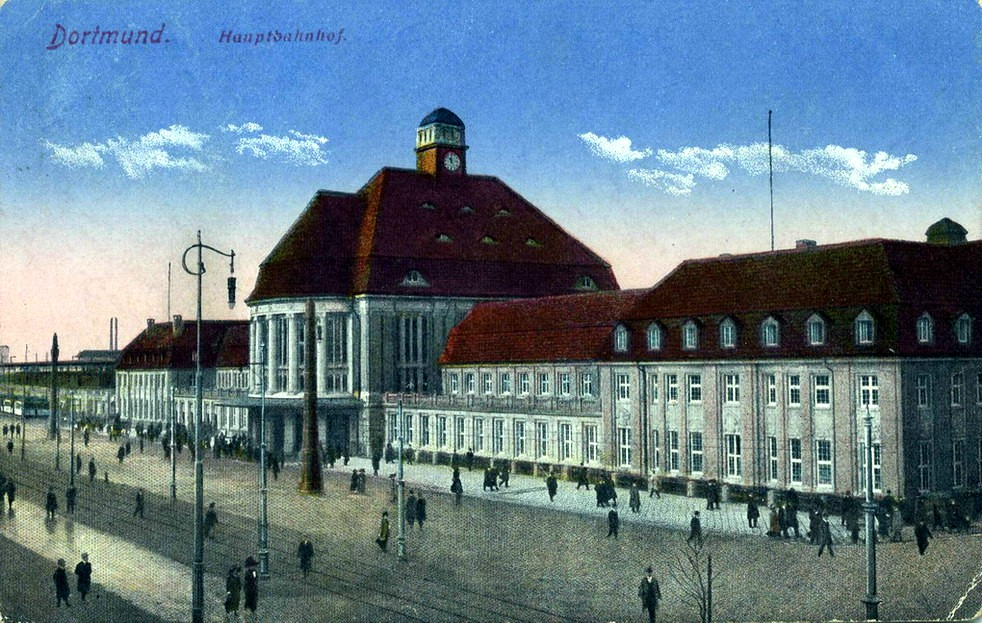
Hauptbahnhof Dortmund
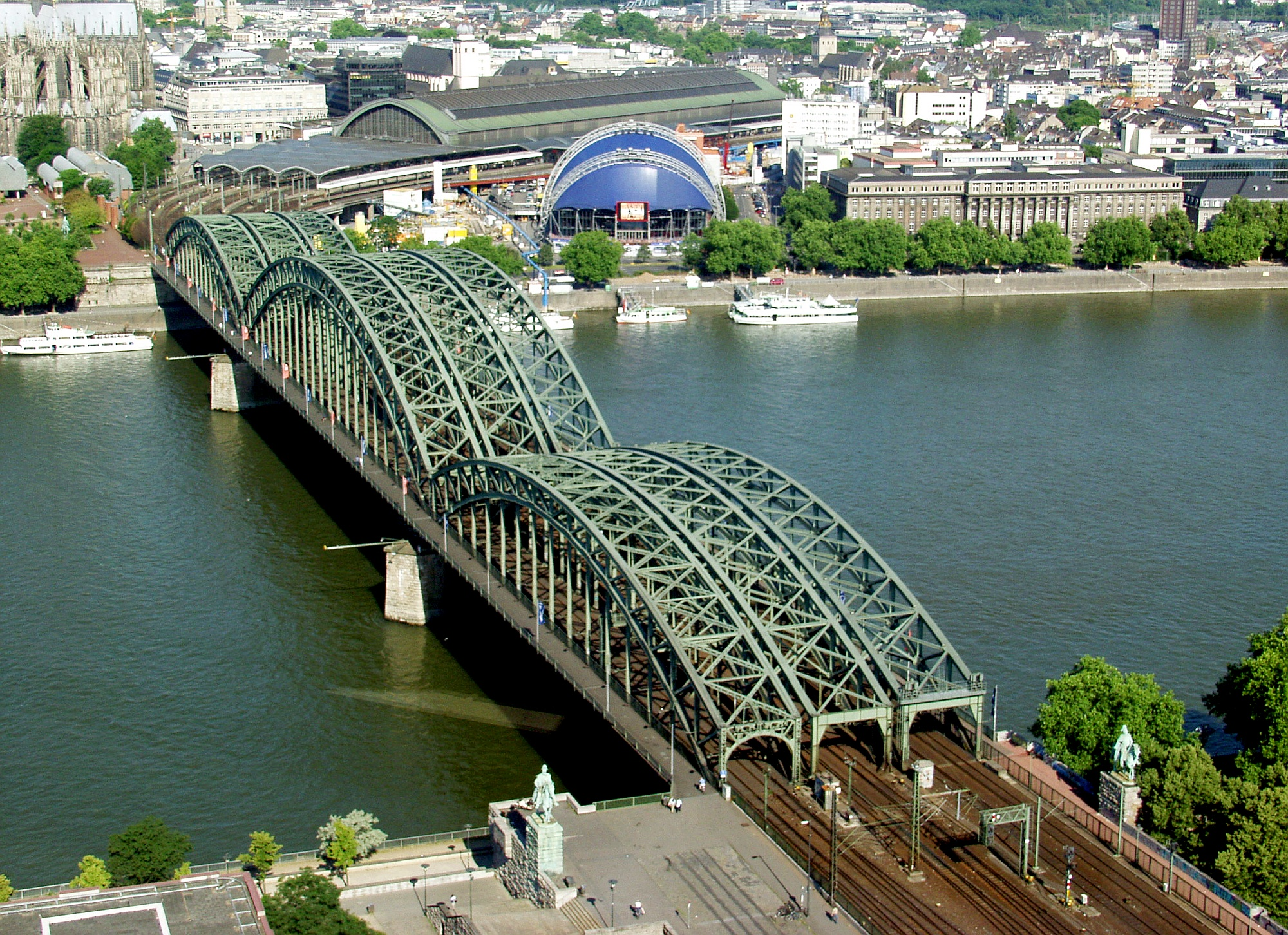
Hohenzollernbrücke Köln
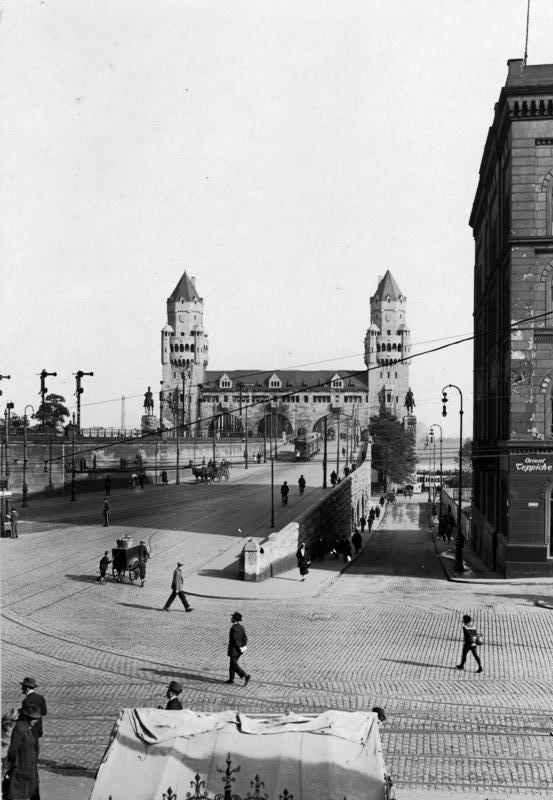
Westliche Auffahrt der Hohenzollernbrücke (1930)
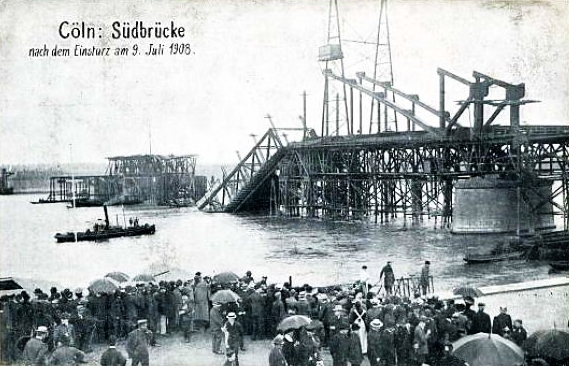
Einsturz der Südbrücke am 9. Juli 1908

### Schriften
- Die neuen Rheinbrücken bei Köln. In: Zentralblatt der Bauverwaltung, 28. Jahrgang 1908, Nr. 57 (vom 18. Juli 1908), S. 386–388 / Nr. 59 (vom 25. Juli 1908), 398–401 / Nr. 60 (vom 29. Juli 1908), 406–408.
- Der Unfall an der Kölner Südbrücke. In: Zentralblatt der Bauverwaltung, 28. Jahrgang 1908, Nr. 63 (vom 8. August 1908), S. 430–432.
- Abbruch der alten Straßenbrücke über den Rhein bei Köln mittels schwimmender Gerüste. In: Zentralblatt der Bauverwaltung, 29. Jahrgang 1909, Nr. 57 (vom 17. Juli 1909), S. 381–383.
- Die Rheinbrücken bei Cöln. Nach amtlichen Quellen bearbeitet. DuMont Schauberg, Köln 1911.
- Vom Bau der beiden neuen Rheinbrücken in Köln. In: Deutsche Bauzeitung, 46. Jahrgang 1912, S. 385–388, S. 397–401 und S. 409–414.
- Baukunst und Ingenieurästhetik und die Eisenbahnbrücken über den Rhein bei Köln. In: Der Eisenbau, 11. Jahrgang 1920, S. 156 f.